# 昌平東関駅
昌平東関駅（しょうへいとうかんえき）とは中華人民共和国北京市昌平区に位置する北京地下鉄昌平線の駅である。

## 駅構造
開業当初からホームドア設置。

## 駅周辺
- 昌平区図書館
- 昌平区博物館
- 北京市昌平区城北街道辦事処

## 歴史
- 2015年9月21日 - 昌平西山口 - 南邵間はこの駅を含めて乗客なしの試運転を開始した[2]。
- 2015年12月26日 - 北京地下鉄昌平線が開業[3]。

## 隣の駅
北京地下鉄
■昌平線
北邵窪駅 - 昌平東関駅 - 昌平駅

### バス路線

#### 昌平東関（昌平东关）
2025年現在、当駅発着/経由の路線バスは以下のとおりである。
- 314系統（昌平東関～长陵）
- 326系統（朝鳳庵村～地下鉄南邵駅）
- 345系統-快速（朝鳳庵村～徳勝門西バスターミナル）
- 357系統（昌平東関～高崖口）
- 357系統（区間運行）（昌平東関～王峪溝）
- 357系統（区間運行）（昌平東関～西峰山）
- 376系統（昌平東関～南口北駅）
- 376系統（区間運行）（昌平東関～燕磨峪）
- 590系統（昌平東関～下念頭村）
- 655系統（昌平東関～土楼村）
- 870系統（興寿北駅～南口西駅）
- 886系統（北京蟒山森林公園～徳勝門西バスターミナル）
- 886系統（区間運行）（昌平東関～徳勝門西バスターミナル）
- 922系統（朝鳳庵村～天通苑北ターミナル）
- 949系統（朝鳳庵村～南口西駅）
- 専105系統（朝鳳庵村～朝鳳庵村、時計回り）
- 専106系統（朝鳳庵村～朝鳳庵村、反時計回り）
- C104系統（朝鳳庵村～北街家園五区）
- 快速直達専線37系統（昌平東関→海淀大街西口/中関村南→昌平東関）
- 快速直達専線121系統（朝鳳庵村→清河小営橋南/清河小営橋北→朝鳳庵村）
- 快速直達専線124系統（朝鳳庵村～徳勝門西バスターミナル）
- H54系統（于家園～昌平西関）
- 昌1系統（朝鳳庵村～朝鳳庵村、反時計回り）
- 昌2系統（朝鳳庵村～朝鳳庵村、時計回り）
- 昌3系統（地下鉄南邵駅～昌平東関路口南）
- 昌11系統（地下鉄南邵駅～新建村）
- 昌11系統-北荘（地下鉄南邵駅～北荘村）
- 昌13系統（乃幹屯～管廠家属院北門）
- 昌16系統（昌平北駅～西峪村）
- 昌21系統（昌平北駅～香堂）
- 昌21系統-八家村（昌平北駅～香堂）
- 昌28系統（昌平北駅～良各荘）
- 昌31系統（昌平北駅～昌平北駅、反時計回り）
- 昌31系統（区間運行）（昌平北駅→九渡河）
- 昌32系統（昌平北駅～昌平北駅、時計回り）
- 昌32系統（区間運行）（九渡河→昌平北駅）
- 昌36系統（緑海家園～営坊村西）
- 昌37系統（緑海家園～木廠）
- 昌51系統（昌平北駅～酸棗嶺村）
- 昌51系統（区間運行）（昌平北駅～百善鎮政府）
- 昌51系統-支線（昌平北駅～小湯山農業園）
- 昌59系統（昌平西関～官牛坊橋北）
- 昌63系統（昌平北駅～創元東路）
- 昌68系統（虎峪村南～朝鳳庵村）
- 昌68系統-虎峪村（虎峪村～朝鳳庵村）
- 昌68系統-太平庄村（虎峪村南～朝鳳庵村）
- 昌平文旅1系統（昌平北駅～昌平北駅、反時計回り）
- 昌平文旅2系統（昌平北駅～昌平北駅、時計回り）
- 郊80系統（昌平北駅～宝城公司長距離バスターミナル）

#### 昌平東関路口東（昌平东关路口东）
2025年現在、当駅経由の路線バスは以下のとおりである。
- 643系統（天通苑北ターミナル～朝鳳庵村）
- 870系統（興寿北駅～南口西駅）
- 889系統（昌平何営～地下鉄北土城駅）
- 962系統（朝鳳庵村～解放村橋東）
- C111系統（昌平何営～昌平何営、時計回り）
- 昌11系統（地下鉄南邵駅～新建村）
- 昌11系統-北荘（地下鉄南邵駅～北荘村）
- 昌21系統（昌平北駅～香堂）
- 昌21系統-八家村（昌平北駅～香堂）
- 昌28系統（昌平北駅～良各荘）
- 昌31系統（昌平北駅～昌平北駅、反時計回り）
- 昌31系統（区間運行）（昌平北駅→九渡河）
- 昌37系統（緑海家園～木廠）
- 昌51系統（昌平北駅～酸棗嶺村）
- 昌51系統（区間運行）（昌平北駅～百善鎮政府）
- 昌51系統-支線（昌平北駅～小湯山農業園）
- 昌59系統（昌平西関～官牛坊橋北）
- 昌63系統（昌平北駅～創元東路）
- 昌65系統（地下鉄南邵駅～朝鳳庵村）
- 昌平文旅1系統（昌平北駅～昌平北駅、反時計回り）
- 郊80系統（昌平北駅～宝城公司長距離バスターミナル）

#### 昌平東関路口南（昌平东关路口南）
2025年現在、当駅発着/経由の路線バスは以下のとおりである。
- 493系統（昌平南橋北～朝鳳庵村）
- 889系統（昌平何営～地下鉄北土城駅）
- C111系統（昌平何営～昌平何営、時計回り）
- 専105系統（朝鳳庵村～朝鳳庵村、時計回り）
- 快速直達専線12系統（昌平東関路口南～徳勝門西バスターミナル）
- 昌1系統（朝鳳庵村～朝鳳庵村、反時計回り）
- 昌2系統（朝鳳庵村～朝鳳庵村、時計回り）
- 昌70系統-支線（官高東～昌平東関路口南）

#### 昌平東関路口北（昌平东关路口北）
2025年現在、当駅経由の路線バスは以下のとおりである。
- 643系統（天通苑北ターミナル～朝鳳庵村）
- 922系統（朝鳳庵村～天通苑北ターミナル）
- 962系統（朝鳳庵村～解放村橋東）
- C104系統（朝鳳庵村～北街家園五区）
- 専106系統（朝鳳庵村～朝鳳庵村、反時計回り）
- 昌1系統（朝鳳庵村～朝鳳庵村、反時計回り）
- 昌2系統（朝鳳庵村～朝鳳庵村、時計回り）
- 昌3系統（地下鉄南邵駅～昌平東関路口南）
- 昌13系統（乃幹屯～管廠家属院北門）
- 昌36系統（緑海家園～営坊村西）
- 昌65系統（地下鉄南邵駅～朝鳳庵村）
- 昌68系統（虎峪村南～朝鳳庵村）
- 昌68系統-虎峪村（虎峪村～朝鳳庵村）
- 昌68系統-太平庄村（虎峪村南～朝鳳庵村）
- 昌70系統-支線（官高東～昌平東関路口南）